# Amata formosae
Amata formosae är en fjärilsart som beskrevs av Butler 1876. Amata formosae ingår i släktet Amata och familjen björnspinnare. Inga underarter finns listade i Catalogue of Life.